# Willy Brandt
Herbert Ernst Karl Frahm, más conocido como Willy Brandt (Lübeck, 18 de diciembre de 1913-Unkel, 8 de octubre de 1992), fue un político socialdemócrata alemán que ocupó el cargo de canciller de Alemania Occidental entre 1969 y 1974. Willy Brandt fue el alias que asumió tras ser víctima de la persecución política del régimen de la Alemania nazi.
Miembro de las Juventudes Socialistas desde 1930, militó en el ala izquierda de la organización. Al ser expulsada ésta del Partido Socialdemócrata de Alemania (SPD) en 1931, pasó a formar parte del Partido de los Trabajadores Socialistas de Alemania (SAP). Fue representante de este partido en la guerra civil española. Al llegar los nazis al poder en Alemania, se refugió en Noruega, donde se nacionalizó noruego y trabajó como periodista. Al producirse la invasión alemana durante la Segunda Guerra Mundial, se trasladó a Suecia, y al término del conflicto regresó a Alemania, recuperó la nacionalidad alemana e ingresó en el SPD.
Establecido en el Berlín Occidental, fue alcalde de la ciudad desde 1957 hasta 1966, por lo que tuvo que enfrentar la crisis que supuso la construcción del Muro de Berlín en 1961. Presidente del SPD desde 1964 hasta 1987, evolucionó hacia posturas más centristas y en 1966 fue vicecanciller y ministro de Asuntos Exteriores en el gabinete de la «gran coalición». Finalmente, en 1969 fue nombrado canciller de la RFA, cargo que ocupó hasta 1974.

## Primeros años y guerra
Willy Brandt nació con el nombre de Herbert Ernst Karl Frahm en la ciudad hanseática de Lübeck. Su madre, Martha Frahm, era una madre soltera que trabajaba como cajera en una tienda de la cooperativa Konsumverein. Su padre, John Möller, que era contable en Hamburgo, nunca llegó a conocer a Brandt. Como su madre trabajaba seis días a la semana, fue criado principalmente por el padrastro de su madre, Ludwig Frahm, y su segunda esposa, Dora.
Después de graduarse de la universidad en 1932, trabajó en la agencia de transportes y compañía naviera FH Bertling como corredor naviero y armador. Se alistó en las "Juventudes Socialistas" en 1929 y en el Partido Socialdemócrata (SPD) en 1930. Dejó este último en 1931 para afiliarse a un partido más izquierdista, el Partido de los Trabajadores Socialistas de Alemania (SAPD), también llamado Partido Socialista de los Trabajadores (SAP), que se alió con el Partido Obrero de Unificación Marxista en España y con el Partido Laborista Independiente en Gran Bretaña. En 1933, usando sus conexiones en los astilleros, abandonó Alemania y marchó a Noruega para escapar de la persecución nazi. Fue en esta época cuando adoptó el seudónimo de Willy Brandt para evitar ser detectado por los agentes nazis. En 1934, participó en la fundación de la Oficina Internacional de Organizaciones Juveniles Revolucionarias y fue elegido para ocupar la Secretaría.
Brandt estuvo en Alemania de septiembre a diciembre de 1936, tras adoptar la identidad de un estudiante noruego llamado Gunnar Gaasland. Más tarde continuó en Berlín como corresponsal de guerra y hablando alemán con acento noruego. El auténtico Gunnar Gaasland se había casado en 1936 con Gertrud Meyer, compañera de Brandt desde su juventud en Lübeck y que lo había acompañado a Noruega en 1933. Gracias al matrimonio con Gaasland, Gertrud, que hasta 1939 siguió viviendo con Brandt, pudo conseguir la nacionalidad noruega y evitar la deportación. En abril de 1937 Brandt viajó como representante del SAPD a España en plena guerra civil española. Nada más llegar a Barcelona estalló una guerra interna entre las fuerzas de la República y los grupos anarquistas y libertarios, entre estos últimos el POUM con el que confraternizaba el partido de Brandt.
En 1938, el Gobierno alemán le revocó la ciudadanía, por lo que solicitó la ciudadanía noruega. En 1940, fue arrestado en Noruega por las fuerzas de ocupación alemanas, pero no fue identificado porque llevaba un uniforme noruego. Tras su liberación, huyó a la neutral Suecia. En agosto de 1940, se naturalizó noruego, recibiendo su pasaporte de la embajada de Noruega en Estocolmo, donde vivió hasta el final de la guerra. Willy Brandt dio una conferencia en Suecia el 1 de diciembre de 1940 en la Universidad Bommersvik sobre los problemas experimentados por los socialdemócratas en la Alemania nazi y los países ocupados al inicio de la Segunda Guerra Mundial. En su exilio nórdico, Brandt aprendió noruego y sueco. Brandt hablaba noruego con fluidez, y mantuvo una estrecha relación con Noruega.
En 1945 regresó a Alemania, trabajando como corresponsal para periódicos escandinavos. A finales de 1946, Brandt fue a Berlín, trabajando para el Gobierno noruego.[cita requerida] En 1947 o 1948 recuperó la ciudadanía alemana y desde 1949 adquirió "Willy Brandt" como nombre oficial. En 1948, se afilió al Partido Socialdemócrata de Alemania (SPD).

## Carrera política antes de la cancillería

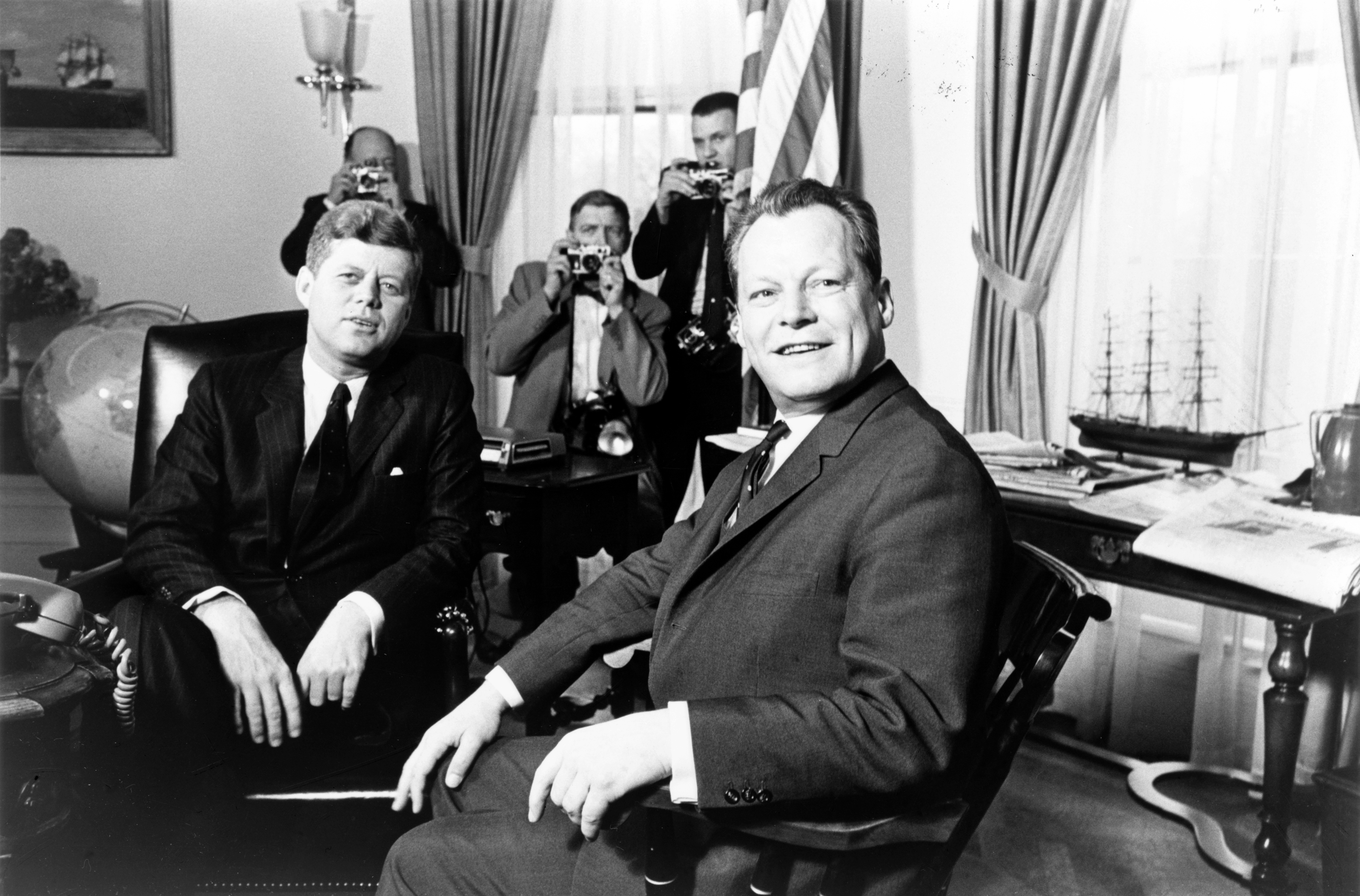
El alcalde de Berlín Oeste, Willy Brandt, con el presidente de los Estados Unidos, John F. Kennedy, en la Casa Blanca el 13 de marzo de 1961.

Desde el 3 de octubre de 1957 hasta el 1 de diciembre de 1966, Willy Brandt fue alcalde de Berlín Oeste durante un período de creciente tensión en las relaciones Este-Oeste que llevó a la construcción del muro de Berlín. En el primer año de Brandt como alcalde, también desempeñó el cargo de presidente del Bundesrat en Bonn. Brandt se manifestó en contra de la represión soviética de la Revolución húngara de 1956 y contra la propuesta de Nikita Jrushchov de 1958 de que Berlín recibiera el estatus de "ciudad libre". Fue apoyado por la influyente editorial Axel Springer. En su tiempo como alcalde, recibió visitas notables de John F. Kennedy y Robert F. Kennedy para apoyar a Berlín Oeste en los momentos más difíciles.
Brandt fue elegido presidente del Partido Socialdemócrata en 1964, cargo que ocupó hasta 1987, más que cualquier otro presidente del Partido desde su fundación por August Bebel. Fue, así mismo, el candidato del Partido Socialdemócrata a la cancillería en 1961, pero perdió ante el conservador Konrad Adenauer de la Unión Demócrata Cristiana de Alemania (CDU). En 1965, Brandt volvió a presentarse como candidato, nuevamente perdiendo ante el popular Ludwig Erhard. El Gobierno de Erhard fue de corta duración. Sin embargo, se formó en 1966 una gran coalición entre la CDU y el SPD, con Brandt como ministro de Asuntos Exteriores y vicecanciller.

## Cancillería
En las elecciones de 1969, de nuevo con Brandt como el principal candidato, el Partido Socialdemócrata se hizo más fuerte, y después de tres semanas de negociaciones, el partido formó un Gobierno de coalición con el pequeño Partido Democrático Liberal (FDP). Brandt fue elegido canciller de la República Federal de Alemania.

### Política exterior
Como canciller, Brandt desarrolló su Neue Ostpolitik (Nueva Política Oriental). Brandt fue activo en la creación de un grado de acercamiento a la República Democrática Alemana y también en mejorar las relaciones con la Unión Soviética, Polonia, Checoslovaquia y otros países del Bloque del Este. Un momento crucial fue en diciembre de 1970, cuando tuvo lugar la famosa genuflexión de Varsovia en la que Brandt, al parecer espontáneamente, se arrodilló ante el monumento a las víctimas del levantamiento del gueto de Varsovia. El levantamiento se produjo durante la ocupación de Polonia (1939-1945), y el monumento está dedicado a los fallecidos en el motín -sofocado por tropas alemanas- y a los residentes del gueto que fueron trasladados a campos de exterminio.
El 10 de diciembre de 1971, Brandt recibió el Premio Nobel de la Paz por su labor en la mejora de las relaciones con Alemania Oriental, Polonia y la Unión Soviética.
Brandt negoció un tratado de paz entre la República Federal de Alemania y Polonia, además de los acuerdos sobre las fronteras entre los dos países, lo que significaba el verdadero final de la Segunda Guerra Mundial. Brandt negoció tratados paralelos y acuerdos entre la República Federal y Checoslovaquia.
En Alemania Occidental, la Neue Ostpolitik de Brandt fue muy polémica, dividiendo a la población en dos campos: uno, que abarcaba todos los partidos conservadores y, en particular, los antiguos residentes de la zona oriental de Alemania (die Heimatvertriebenen) expulsados del este por las potencias aliadas. El otro campo que lo apoyó, alentó la Neue Ostpolitik como el "Wandel durch Annäherung" ("cambio a través del acercamiento"), fomentando el cambio a través de una política de compromiso con los comunistas del bloque del este, en lugar de aislar diplomática y comercialmente a dichos países. Los partidarios de Brandt afirmaron que la política había ayudado a romper "el Bloque Oriental con mentalidad de asedio" y también contribuyó a aumentar su conciencia de las contradicciones de su marca de socialismo/comunismo, que, junto con otros eventos, finalmente llevó a la caída del comunismo europeo.

### Política interna

#### Gabinete
| El Gabinete Brandt                             | El Gabinete Brandt     | El Gabinete Brandt |
| ---------------------------------------------- | ---------------------- | ------------------ |
| Canciller                                      | Willy Brandt           | 1969–1974          |
| Vicecanciller                                  | Walter Scheel          | 1969–1974          |
|                                                |                        |                    |
| Defensa                                        | Helmut Schmidt         | 1969-1972          |
|                                                | Georg Leber            | 1972-1974          |
| Interior                                       | Hans-Dietrich Genscher | 1969–1974          |
| Finanzas                                       | Alex Möller            | 1969-1971          |
|                                                | Karl Schiller          | 1971–1972          |
|                                                | Helmut Schmidt         | 1972-1974          |
| Justicia                                       | Gerhard Jahn           | 1969-1974          |
| Economía                                       | Karl Schiller          | 1969–1972          |
|                                                | Helmut Schmidt         | 1972               |
|                                                | Hans Friderichs        | 1972-1974          |
| Trabajo y Asuntos Sociales                     | Walter Arendt          | 1969–1974          |
| Alimentación, Agricultura y Asuntos Forestales | Josef Ertl             | 1969–1974          |
| Transporte, Correo y Comunicación              | Georg Leber            | 1969-1974          |
| Construcción                                   | Lauritz Lauritzen      | 1969-1972          |
|                                                | Hans-Jochen Vogel      | 1972-1974          |
| Juventud, Familia y Salud                      | Käte Strobel           | 1969-1974          |
| Educación y Ciencia                            | Hans Leussink          | 1969-1972          |
|                                                | Klaus von Dohnanyi     | 1972-1974          |
| Desarrollo y Cooperación Económica             | Erhard Eppler          | 1969-1974          |
| Asuntos Especiales                             | Horst Ehmke            | 1969-1974          |

#### Cambios políticos y sociales
En la década de 1960, Alemania Occidental vivió un período de cambios que se vio acrecentado con los disturbios ocasionados por los estudiantes universitarios. En aquellos momentos, la RFA parecía ser un país estable y pacífico, contento con los resultados de su "milagro económico" y con un auge de la natalidad gracias a la generación del "baby-boom". No obstante, esta generación de posguerra no igualó a la de sus progenitores, que habían vivido de lleno la Segunda Guerra Mundial. Eran jóvenes abiertos, antibelicistas y con posiciones ideológicas que viraban hacia la izquierda, abrazando posturas como el maoísmo y alabando como héroes públicos a Hồ Chí Minh, Fidel Castro y el Che Guevara, mientras vivían en un estilo de vida más promiscuo.

#### Popularidad de Brandt

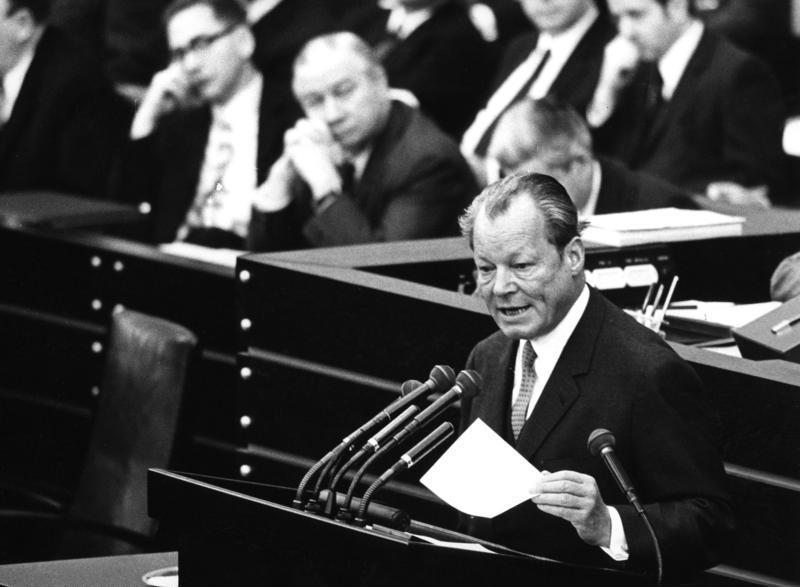
Willy Brandt hablando ante el Parlamento el 28 de enero de 1971.

El antecesor de Brandt como canciller, Kurt Georg Kiesinger, había sido miembro del partido nazi y parecía salvaguardar los intereses de la Alemania burguesa y conservadora. Brandt, después de haber luchado contra los nazis y de haberse enfrentado a la Alemania Oriental durante varias crisis al tiempo que era alcalde de Berlín Oeste, se convirtió en una figura polémica, pero creíble, en varias facciones diferentes. Los dos estadistas habían llegado a sus propios términos con los estilos de vida del nuevo "baby-boom". Kiesinger les consideró "una multitud vergonzosa de pelo largo abandonados que necesitaba un baño y alguien para disciplinarlos". Por otra parte, Brandt necesitaba tiempo para ponerse en contacto y para ganar credibilidad entre la Außerparlamentarische Opposition (APO) (oposición extraparlamentaria). Los estudiantes cuestionaron la sociedad de la Alemania Occidental en general, buscaban reformas sociales, legales y políticas. Además, los disturbios llevaron a un renacimiento de los partidos de derecha.

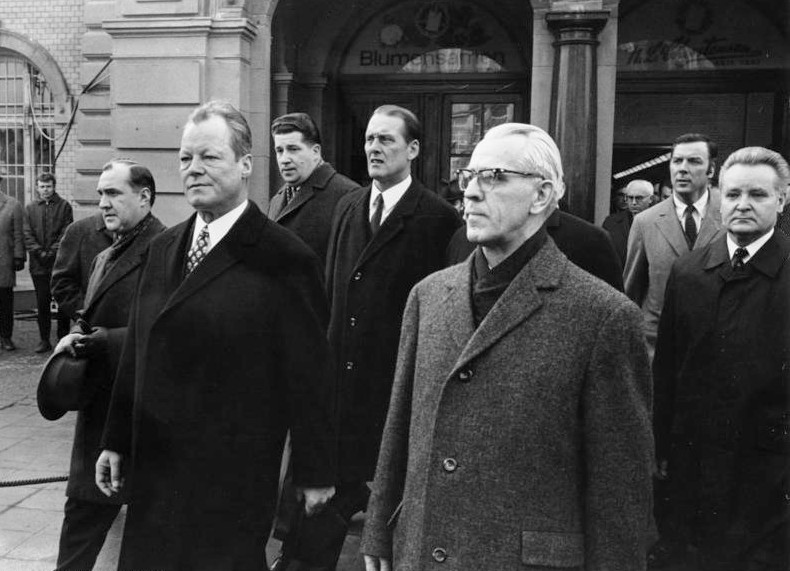
Willy Brandt (izquierda) y Willi Stoph en Erfurt, República Democrática Alemana en 1970, primer encuentro entre líderes de las dos Alemanias.

Brandt, sin embargo, representaba una figura de cambio y siguió un curso de reformas sociales, legales y políticas. En 1969, Brandt obtuvo una pequeña mayoría, formando una coalición con el FDP. En su primer discurso ante el Bundestag como canciller, expuso su trayectoria política de las reformas y terminó el discurso con sus famosas palabras "Wir wollen mehr Demokratie wagen" (literalmente: aventuremos más democracia). Este discurso fue popular tanto en el SPD como entre la mayoría de los estudiantes, que soñaban con un país que fuese más abierto y menos autoritaria que en los años posteriores al final de la guerra. Sin embargo, la Neue Ostpolitik de Brandt perdió para él una gran parte de los refugiados alemanes del Este, votantes que se habían manifestado significativamente en favor de los socialdemócratas en los años de posguerra.

#### Crisis de 1972
La Ostpolitik de Brandt dio lugar a un colapso de la coalición de la estrecha mayoría de Brandt que había disfrutado en el Bundestag. En octubre de 1970, los diputados del Partido Democrático Libre Erich Mende, Heinz Starke y Siegfried Zoglmann se unieron a la CDU. El 23 de febrero de 1972, el diputado socialdemócrata Herbert Hupka, que también era líder de la Bund der Vertriebenen (Asociación de los Desplazados), se unió a la CDU en desacuerdo con los esfuerzos de reconciliación de Brandt hacia el este. El 23 de abril de 1972, Wilhelm Helms (FDP) abandonó la coalición. Políticos del FDP, como Knud von Kühlmann-Stumm y Gerhard Kienbaum, también declararon que votarían contra Brandt, por lo que había perdido la mayoría. El 24 de abril de 1972, se propuso un voto de censura que fue votada tres días más tarde. Si la moción hubiera prosperado, Rainer Barzel habría sustituido a Brandt como canciller. Para sorpresa de todos, el movimiento fracasó: Barzel solo obtuvo 247 votos de un total de 260 votos; para la mayoría absoluta se requerían 249 votos. Asimismo hubo diez votos en contra y tres votos nulos. Mucho más tarde se reveló que dos miembros del Bundestag (Julius Steiner y Leo Wagner, tanto de la CDU y la CSU) habían sido sobornados por la Stasi de Alemania Oriental para que votasen a favor de Brandt.

#### Nuevas elecciones
Aunque Brandt se mantuvo como canciller, había perdido su mayoría. Sus posteriores iniciativas en el Parlamento, sobre todo presupuestarias, fracasaron. A causa de este estancamiento, el Bundestag fue disuelto y se convocaron nuevas elecciones. Durante la campaña de 1972, muchos artistas populares de Alemania Occidental, intelectuales, escritores, actores y profesores dieron su apoyo a Brandt y al partido socialdemócrata. Entre ellos se encontraban Günter Grass, Walter Jens e incluso el futbolista Paul Breitner. La Ostpolitik de Brandt, así como sus políticas internas reformistas, eran populares entre la generación joven, y llevó a que su partido SPD consiguiera su mejor resultado electoral federal a finales de 1972. El "Willy-Wahl" (elección de Willy) de Brandt fue el principio del fin, y el papel de Brandt en el gobierno comenzó a declinar.
Muchas de las reformas de Brandt toparon con la resistencia de los Gobiernos de los estados federados (dominados por la CDU/CSU). El espíritu de optimismo reformista se vio interrumpido por la crisis del petróleo de 1973 y la gran huelga de los servicios públicos de 1974, que dio lugar a que los sindicatos, dirigidos por Heinz Kluncker, exigieran un importante incremento salarial; todo ello acabó por reducir el margen de maniobra de Brandt para hacer nuevas reformas. Para hacer frente a cualquier intento de simpatizar con el comunismo o de ser blandos con los extremistas de izquierda, Brandt implementó una legislación estricta que prohibía el empleo de personas "radicales" en el servicio público.

#### Asunto Guillaume

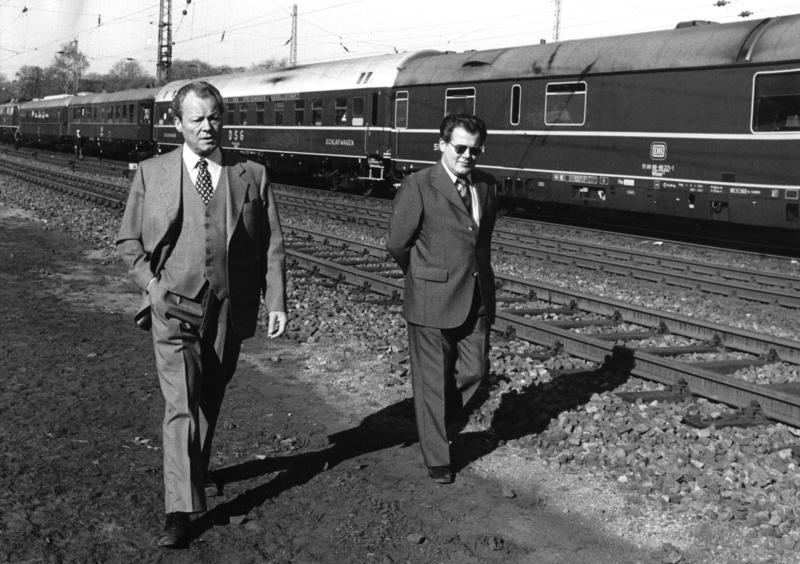
Willy Brandt con Günter Guillaume el 8 de abril de 1974.

Alrededor de 1973, los organismos de seguridad de la Alemania Occidental recibieron información de que uno de los asistentes personales de Brandt, Günter Guillaume, era un espía de los servicios de inteligencia de la Alemania Oriental. A Brandt se le pidió que siguiese trabajando como de costumbre, y él accedió a hacerlo, incluso pasó unas vacaciones privadas con Guillaume. Guillaume fue detenido el 24 de abril de 1974, y muchos culparon a Brandt por tener un espía comunista en su círculo íntimo. Así, caído en desgracia, Brandt renunció a su cargo como canciller el 6 de mayo de 1974. No obstante, Brandt se mantuvo en el Bundestag y como presidente del SPD hasta 1987.
Este asunto de espionaje es reconocido por haber sido simplemente el detonante de la renuncia de Brandt, pero no la causa fundamental. Brandt se vio sacudido por escándalos sobre el adulterio de serie y al parecer también luchó con el alcohol y la depresión. También fueron las consecuencias económicas sobre la República Federal de Alemania de la crisis del petróleo de 1973 que causó el estrés suficiente para acabar con Brandt como canciller. Como el propio Brandt dijo más tarde: «Yo estaba agotado, por razones que no tenían nada que ver con el proceso que sucedió entonces». Parece que "el proceso" fue el desarrollo del escándalo de espionaje de Guillaume.
Guillaume era un agente de espionaje de la Alemania Oriental, que había sido supervisado por Markus Wolf, el jefe de la Administración Principal de Inteligencia del Ministerio de Seguridad del Estado de Alemania Oriental. Wolf declaró después de la reunificación que la renuncia de Brandt no había sido prevista y que la colocación y el manejo de Guillaume había sido uno de los mayores errores de los servicios secretos de la Alemania Oriental.[cita requerida] Brandt fue sucedido como el canciller de Alemania por su compañero socialdemócrata, Helmut Schmidt. Para el resto de su vida, Brandt mantuvo la sospecha de que su colega socialdemócrata (y viejo rival) Herbert Wehner había sido uno de los responsables de la caída de Brandt. Sin embargo, son escasas las pruebas de esta sospecha.

## Carrera política después de la cancillería
Después de su mandato como canciller, Brandt mantuvo su escaño en el Bundestag y siguió siendo presidente del Partido Socialdemócrata hasta 1987, año en que renunció para convertirse en el presidente honorario del mismo. Brandt fue también miembro del Parlamento Europeo desde 1979 hasta 1983.

### Internacional Socialista

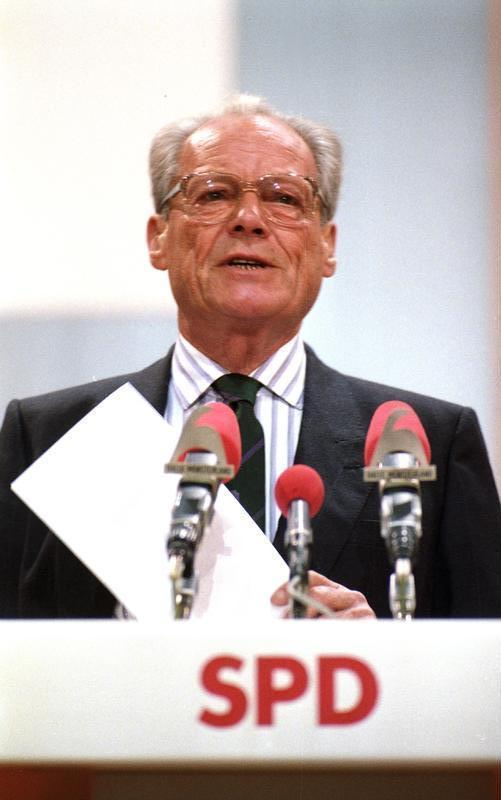
Willy Brandt en una reunión del SPD en 1988.

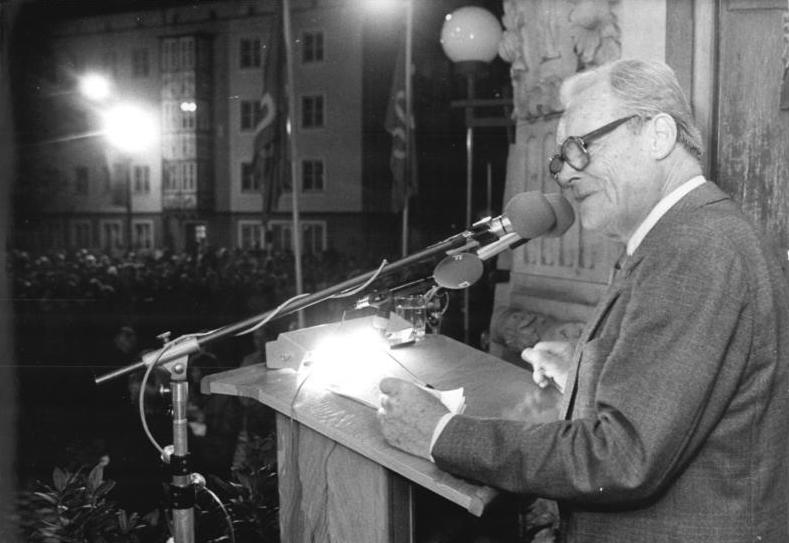
Willy Brandt emitiendo un discurso en Berlín en 1990

Durante dieciséis años, Brandt fue el presidente de la Internacional Socialista (1976-1992), período durante el cual el número de partidos miembros de la Internacional Socialista, en su mayoría europeos, creció hasta que hubo más de un centenar de agrupaciones socialistas, socialdemócratas y obreras en todo el mundo. Durante los primeros siete años, este crecimiento del número de miembros del SI fue motivado por los esfuerzos del secretario general de la Internacional Socialista, el sueco Bernt Carlsson. Sin embargo, a principios de 1983, surgió una controversia acerca de lo que percibió Carlsson como un enfoque autoritario del presidente de la SI. Carlsson luego reprendió Brandt diciendo: "Esta es una Internacional Socialista, no una Internacional Alemana".
A continuación, en contra de algunas voces de oposición, Brandt decidió trasladar el próximo Congreso de la Internacional Socialista de Sídney (Australia) a Portugal. A raíz de este Congreso de la IS en abril de 1983, Brandt dio represalias en contra de Carlsson, lo que le obligó a dimitir de su cargo. Sin embargo, el primer ministro de Austria, Bruno Kreisky, argumentó a favor de Brandt: "Es una cuestión de si es mejor ser puro o ser más numerosos".

### Reunificación
En octubre de 1979, Brandt se reunió con algunos disidentes de Alemania Oriental, entre ellos Rudolf Bahro, que se encontraban en la Alemania Federal tras ser puesto en libertad con motivo de una amnistía promovida por los treinta años de la fundación de la RDA. No obstante, tanto Bahro como otros disidentes políticos de Alemania del Este seguían sintiéndose inseguros por la grave amenaza que suponía la Stasi, los servicios de seguridad de Alemania Oriental. Este grupo de disidentes apoyó desde Bonn varios escritos y manifiestos en contra de la RDA y pidiendo un cambio en la gestión política, promoviendo nuevas leyes, en lo que se llamó "el cambio desde dentro". 
A finales de 1989, Brandt se convirtió en uno de los primeros líderes de izquierda en la Alemania Occidental a favor de una reunificación rápida y pública de Alemania, en lugar de promover algún tipo de federación de dos estados u otro tipo de arreglo provisional. Brandt fue testigo presencial de la caída, en noviembre de ese año, del Muro de Berlín, que dividía las dos partes de la capital alemana. Más tarde también estuvo presente en la ceremonia de la reunificación alemana el 3 de octubre de 1990 en Berlín, al lado del entonces canciller Helmut Kohl, que tuvo lugar al pie del Edificio del Reichstag, a pocos metros de la Puerta de Brandeburgo, hoy símbolo de Berlín reunificada.

### Rehenes en Irak
Una de las últimas apariciones públicas de Brandt fue en un vuelo a Bagdad, para liberar a rehenes occidentales en poder de Saddam Hussein, tras la invasión iraquí de Kuwait en 1990. Brandt logró la liberación de un gran número de ellos, y el 9 de noviembre de 1990 su avión aterrizó con 174 rehenes liberados a bordo en el aeropuerto de Fráncfort del Meno.

## Vida familiar

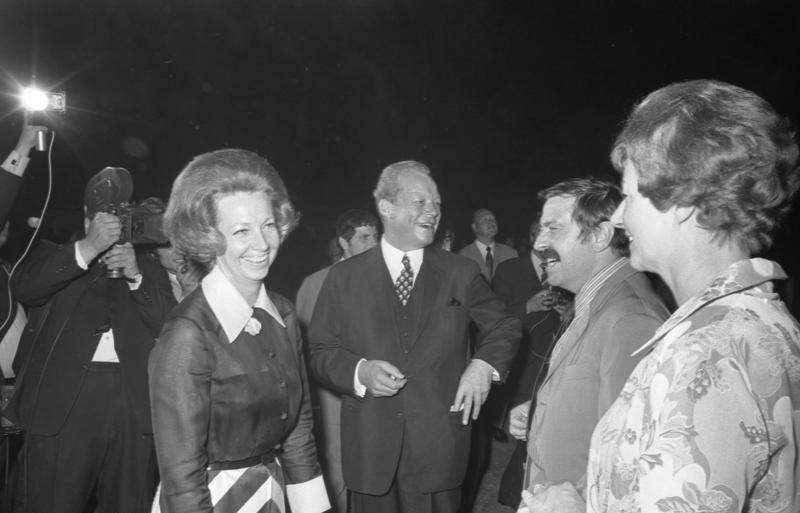
Willy y Rut Brandt en 1970.

Desde 1941 hasta 1946 Brandt estuvo casado con Anna Carlotta Thorkildsen (hija de padre noruego y madre germano-estadounidense). Tuvieron una hija, Nina Brandt (nacida en 1940). Después de que Brandt y Thorkildsen se divorciaran en 1946, Brandt se casó con la noruega Rut Hansen en 1948, con la que tuvo tres hijos: Peter Brandt (nacido en 1948), Lars Brandt (nacido en 1951) y Matthias Brandt (nacido en 1961). Hoy en día Peter es historiador, Lars es artista y Matthias es actor. Después de treinta y dos años de matrimonio, Willy Brandt y Rut Brandt Hansen se divorciaron en 1980. El 9 de diciembre de 1983, Brandt se casó en terceras nupcias con Brigitte Seebacher (nacida en 1946).
Rut Brandt Hansen vivió varios años más después de divorciarse de Willy Brandt y murió el 28 de julio de 2006 en Berlín.

### Matthias Brandt
En 2003, Matthias Brandt hizo el papel de Guillaume en la película Im Schatten der Macht ("A la sombra del poder"), dirigida por el cineasta alemán Oliver Storz. Esta película trata sobre el asunto Guillaume y la renuncia de Willy Brandt a la cancillería. Matthias causó una pequeña controversia en Alemania cuando se anunció que iba a representar al hombre que traicionó a su padre y que le llevó a dimitir en 1974. A principios de ese año, cuando Brandt y Guillaume tomaron unas vacaciones juntos en Noruega, fue Matthias, que tenía entonces doce años de edad, el primero en descubrir que Guillaume y su esposa "estaban escribiendo cosas misteriosas en máquinas de escribir toda la noche".

### Lars Brandt
A principios de 2006, Lars Brandt publicó una biografía de su padre titulada Andenken ("Recuerdo"). Este libro ha sido objeto de cierta controversia. Algunos lo llegaron a ver como un recuerdo amoroso de la relación padre-hijo, pero otros lo han etiquetado como una declaración brutal de un hijo que sigue pensando que nunca había tenido un padre que realmente lo amara.

## Muerte y memoriales

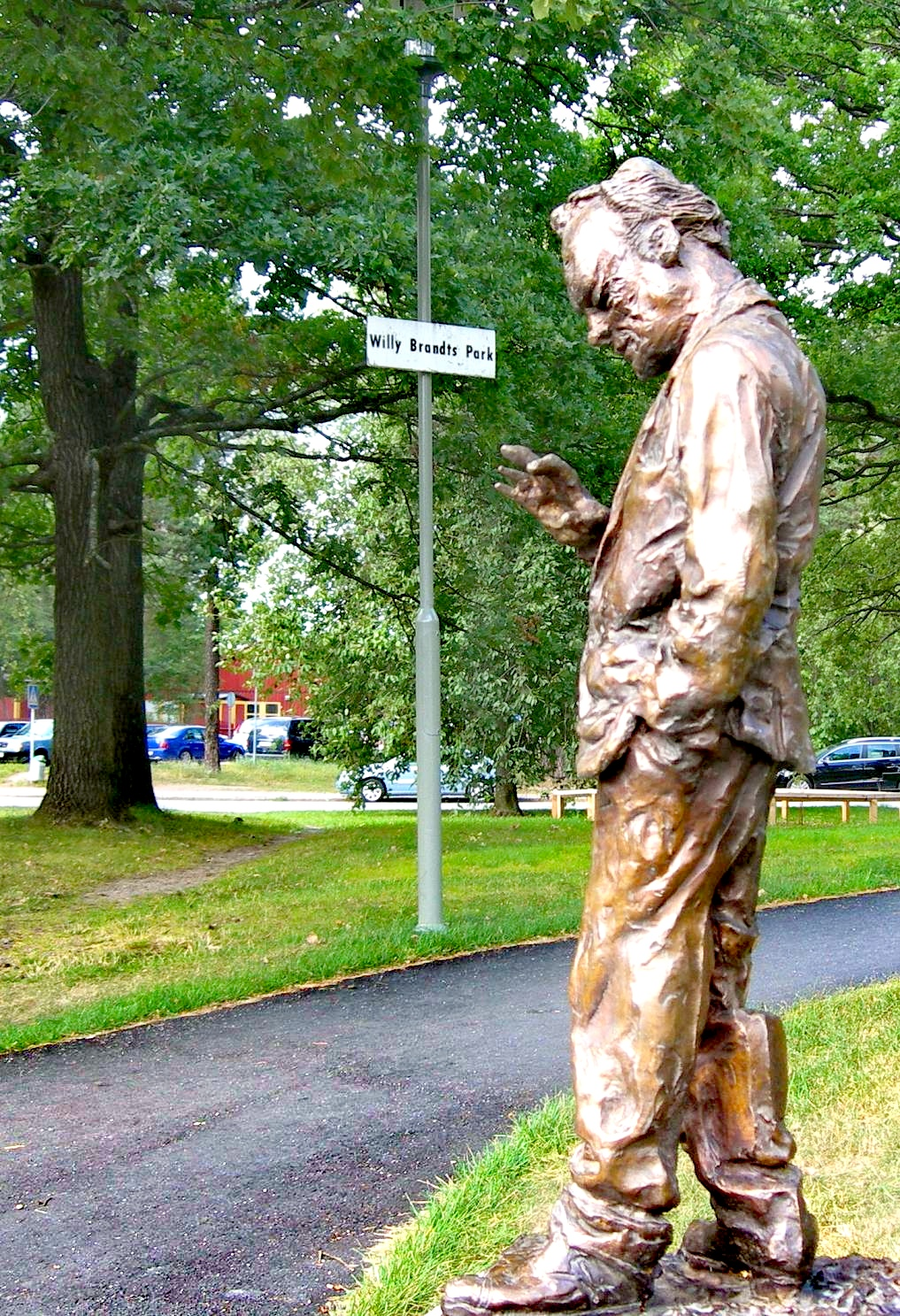
Estatua de Willy Brandt en Estocolmo.

Willy Brandt murió de cáncer de colon en su casa en Unkel, una ciudad a orillas del río Rin, el 8 de octubre de 1992, a los setenta y ocho años. Recibió un funeral de Estado. Está enterrado en el cementerio de Zehlendorf, en Berlín.
Cuando el SPD trasladó su sede de Bonn a Berlín a mediados de la década de 1990, la nueva sede fue nombrada como "Willy-Brandt-Haus" (Casa Willy Brandt). Uno de los edificios del Parlamento Europeo en Bruselas lleva su nombre desde 2008.
En 2009, la Universidad de Erfurt renombró a su escuela de postgrado de la administración pública como la "Escuela de Políticas Públicas Willy Brandt". Una escuela secundaria privada de lengua alemana en Varsovia, Polonia, también lleva su nombre.
El 11 de diciembre de 2009, el nombre de Willy Brandt se adjuntó al Aeropuerto Internacional Berlín-Brandeburgo.

## Libros
- 1960 Mein Weg nach Berlin (Mi Camino a Berlín), Autobiografía.
- 1966 Draußen. Schriften während der Emigration. (Afuera: Escritos durante la Emigración) ISBN 3-8012-1094-4
- 1968 Friedenspolitik in Europa (Las Políticas de Paz en Europa)
- 1976 Begegnungen und Einsichten 1960-1975 (Encuentros y Perspectivas 1960-1975) ISBN 3-455-08979-8
- 1982 Links und frei. Mein Weg 1930-1950 (De izquierdas y libre: Mi camino 1930-1950)
- 1986 Der organisierte Wahnsinn (Locura Organizada)
- 1989 Erinnerungen (Memorias) ISBN 3-549-07353-4